# Museo Diocesano de Arte Sacro (Orihuela)
El Museo Diocesano de Arte Sacro se encuentra situado en el Palacio Episcopal de Orihuela, declarado Bien de Interés Cultural. El Museo Diocesano de Arte Sacro de la Diócesis de Orihuela-Alicante fue creado en 1939 tras la conclusión de la Guerra Civil a iniciativa del entonces vicario general del Obispado de Orihuela, don Luis Almarcha. En un primer momento se dispuso en la planta superior del Palacio Episcopal, posteriormente se trasladó a la Catedral de Orihuela en unas dependencias anejas al claustro mercedario (siglo XVI) que se había reubicado en 1942 en la seo oriolana. En la década de 1960 fue ampliado utilizando la sala capitular del templo. Sus fondos se han conservado en las dependencias catedralicias hasta el 24 de febrero de 2011 cuando se inauguró el nuevo centro museístico en el Palacio Episcopal de Orihuela.

## Pintura
En el Museo Diocesano se conservan interesantes colecciones de pintura, donde destacan la tabla de San Miguel Arcángel de Paolo de San Leocadio (siglo XV), El retrato del Obispo Gallo de Sánchez Coello (1576), La Vieja del Candil, atribuida a Matías Stommer (1625 – 1630), así como lienzos de la escuela de Juan de Juanes, Pedro Orrente, Pedro Camacho, Vicente López, Jerónimo Jacinto de Espinosa o Joaquín Agrasot. Pero la obra maestra del museo, y seguramente la pintura más valiosa de toda la ciudad, es la Tentación de Santo Tomás de Aquino de Diego de Silva Velázquez (1631 – 1633), una de las escasísimas obras seguras del pintor conservadas en España exceptuando las del Museo del Prado.

## Escultura y orfebrería
Entre las esculturas debemos destacar la Virgen de Gracia (siglo XIV), la Virgen de la Merced (siglo XV), la Virgen entronizada (XIII) y la imagen de San Roque realizada por Francisco Salzillo. Conserva uno de los conjuntos de orfebrería más importantes de la Comunidad Valenciana, con obras de Miguel de Vera, Hércules Gargano, Juan Antonio Domínguez, Estanislao y Fernando Martínez, Antonio Grao o Luis Perales.

## Textiles, manuscritos e incunables
Se exponen piezas textiles de talleres valencianos, levantinos e italianos, códices como el misal miniado (siglo XV), el incunable de las edades del mundo (1493), una interesante colección de cantorales y mobiliario de diferentes épocas.